# Театр Каролина (Дарем)

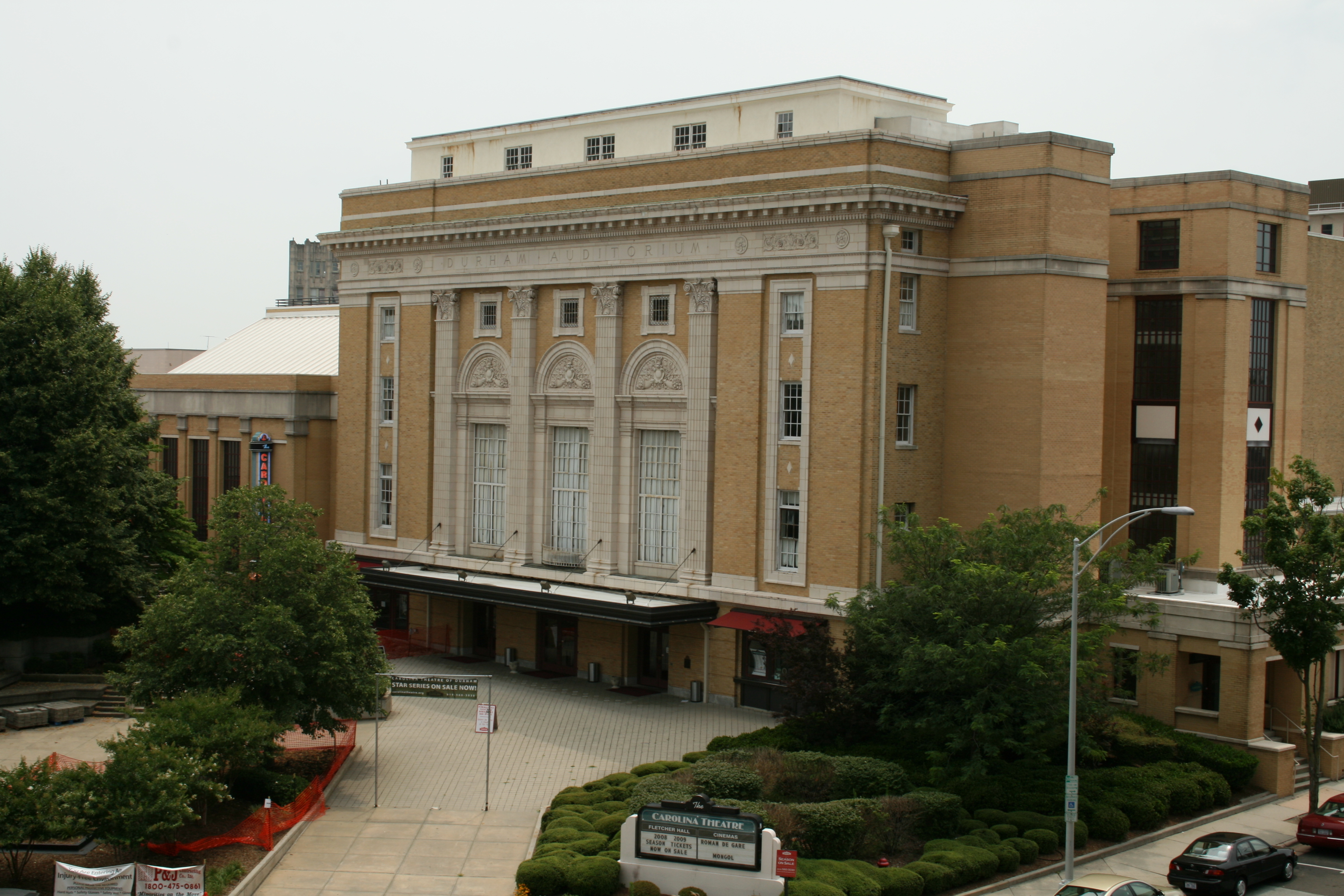
Здание театра

Театр Каролина (англ. Carolina Theatre of Durham) — театральный комплекс в центре города Дарем (Северная Каролина) в Соединенных Штатах Америки. Здание театра принадлежит городу и действует под руководством некоммерческой организации под названием «The Carolina Theatre of Durham Incorporated».

## История
Театр был основан в 1926 году и остается последним из 13 оригинальных театров в городе. Он был разработан в стиле изящных искусств в Вашингтоне архитектурным бюро Milburn&Heister. Первоначально для общественной аудитории Дарема он был переименован в Театр Каролина, когда он начал показывать кино в 1930 году. Не следует путать даремский театр с театром Каролина в Чапел-Хилл, которая объявила о своем закрытии в 2005 году.
Основным этапом, называемым Флетчер Холл, было 1 014 мест и два балкона. Есть два экрана для кинотеатров, построенные в 1992 году, вместимостью 276 и 76 мест.
Приемы могут проводиться в вестибюле Кирби (площадь непосредственно перед Флетчер зал, с видом на вход с улицы), Бальные Конни Моисея (непосредственно над Кирби Лобби, имеющих доступ к нижней части балкона), и / или Верхняя Балкон лобби (непосредственно над Бальные Конни Моисей, имея доступ к верхней части балкона).
Раз в 2 года проводится кинофестиваль Retrofantazma. Также в театре каждый год проводится Кинофестиваль геев и лесбиянок в Северной Каролине.